# Mary Tucker
Mary Tucker (Pineville, 20 de julho de 2001) é uma atiradora esportiva estadunidense, medalhista olímpica.

## Carreira
Após concluir o ensino médio na Sarasota Military Academy, se matriculou na Universidade de Kentucky. Participou dos Jogos Olímpicos de Verão de 2020, em Tóquio, na prova de carabina de ar de 10 metros em duplas mistas ao lado de Lucas Kozeniesky, conquistando a medalha de prata.
Em 29 de julho de 2023, conquistou novamente a medalha de prata na prova de carabina de ar de 10 metros, mas agora de forma individual, na Universíada de Verão de 2021, em Chengdu, na China.